# Gymnoscelis coquina
Gymnoscelis coquina là một loài bướm đêm trong họ Geometridae.